# Sceptridium jenmanii
Sceptridium jenmanii là một loài dương xỉ trong họ Ophioglossaceae. Loài này được Underw. Lyon mô tả khoa học đầu tiên năm 1905.